# Lezioni di sogni
Lezioni di sogni (Der ganz große Traum) è un film del 2011 diretto da Sebastian Grobel.
il film, con protagonista Daniel Brühl, è basato sulla storia del professor Konrad Koch, importatore in Germania del calcio, che introdusse tale sport in una scuola durante l'epoca imperiale tedesca 

## Trama
Nel 1874 il professore Konrad Koch arriva in una scuola tedesca per insegnare inglese. Per rendere le lezioni più vivaci e per attirare l'attenzione dei suoi alunni, insegnerà loro a giocare a calcio parlando in inglese. Questo gioco otterrà lo scopo di far dimenticare ai ragazzi le differenze sociali, la dura disciplina del sistema educativo tedesco dell'epoca e diventerà, col tempo, una grande passione per tutti. 
Poi però vennero scoperti dalla polizia dell'epoca e i genitori vennero informati; così impedirono a lungo ai ragazzi di giocare, ostacolando il professore. Ma quando i ragazzi vinceranno una partita contro l'Inghilterra, giocata al di fuori dell'ambito scolastico in modo che i professori non la potessero impedire, l'atteggiamento cambierà. Dopo molte partite gli alunni di Koch divennero famosi ed ebbero il permesso di continuare a giocare.

## Produzione
Il film è stato girato a Vienna e nel castello di Wolfenbüttel. Il budget è stato di circa 5,5 milioni di euro. Fu proiettato per la prima volta il 22 febbraio 2011.

## Riconoscimenti
- Deutscher Filmpreis
  - Candidatura come miglior film
  - Candidatura per la miglior fotografia
  - Candidatura per i migliori costumi
- Festival do Rio
  - Premio del pubblico